# Ингрида Шимоните
Ингрида Шимоните (литв. Ingrida Šimonytė; 15. новембар 1974) литванска је политичарка и економиста која се налазила на функцији премијера Литваније од 11. децембра 2020. до 12. децембра 2024. године.